# Llista d'espècies de terídids (D-K)
Llista de les espècies de terídids descrites fins al 21 de desembre del 2006. Estan ordenades alfabèticament, i apareixen les que van de la lletra D fins a la K.
- Per a les llistes d'espècies que comencen per altres lletres de l'alfabet, aneu a l'article principal: Llista d'espècies de terídids.
- Per a la llista completa de tots els gèneres vegeu l'article Llista de gèneres de terídids.

## Gèneres i espècies

### Deelemanella
Deelemanella Yoshida, 2003
- Deelemanella borneo Yoshida, 2003 (Borneo)

### Dipoena
Dipoena Thorell, 1869
- Dipoena abdita Gertsch & Mulaik, 1936 (EUA, Mèxic, Índies Occidentals)
- Dipoena aculeata (Hickman, 1951) (Tasmània)
- Dipoena adunca Tso, Zhu & Zhang, 2005 (Taiwan)
- Dipoena ahenea (Dyal, 1935) (Pakistan)
- Dipoena anahuas Levi, 1963 (Mèxic)
- Dipoena anas Levi, 1963 (Panamà, Colòmbia)
- Dipoena appalachia Levi, 1953 (EUA)
- Dipoena atlantica Chickering, 1943 (Panamà fins a Paraguai)
- Dipoena augara Levi, 1963 (Veneçuela)
- Dipoena austera Simon, 1908 (Oest d'Austràlia)
- Dipoena banksi Chickering, 1943 (Costa Rica fins a Veneçuela)
- Dipoena bellingeri Levi, 1963 (Jamaica)
- Dipoena beni Levi, 1963 (Bolívia)
- Dipoena bernardino Levi, 1963 (EUA)
- Dipoena bimini Levi, 1963 (Bahames, Cuba)
- Dipoena bodjensis (Simon, 1885) (Bodjo, prop de Sumatra)
- Dipoena boquete Levi, 1963 (Panamà)
- Dipoena braccata (C. L. Koch, 1841) (Europa, Mediterrani)
- Dipoena bristowei Caporiacco, 1949 (Kenya)
- Dipoena bryantae Chickering, 1943 (Panamà, Trinidad)
- Dipoena buccalis Keyserling, 1886 (Amèrica del Nord)
- Dipoena cartagena Sedgwick, 1973 (Xile)
- Dipoena cathedralis Levi, 1953 (EUA)
- Dipoena chathami Levi, 1953 (EUA)
- Dipoena chickeringi Levi, 1953 (Panamà)
- Dipoena chillana Levi, 1963 (Xile)
- Dipoena convexa (Blackwall, 1870) (Mediterrani)
- Dipoena coracina (C. L. Koch, 1837) (Europa Occidental fins a Ucraïna)
- Dipoena cordiformis Keyserling, 1886 (Costa Rica fins a Brasil)
- Dipoena cornuta Chickering, 1943 (Nicaragua fins a Guyana)
- Dipoena croatica (Chyzer, 1894) (Europa Oriental)
- Dipoena crocea (O. P.-Cambridge, 1896) (Guatemala)
- Dipoena destricta Simon, 1903 (Sierra Leone)
- Dipoena dominicana Wunderlich, 1986 (Hispaniola)
- Dipoena dorsata Muma, 1944 (EUA fins a Paraguai)
- Dipoena duodecimpunctata Chickering, 1943 (Panamà, Veneçuela)
- Dipoena eatoni Chickering, 1943 (Mèxic, Panamà)
- Dipoena erythropus (Simon, 1881) (Europa)
- Dipoena esra Levi, 1963 (Perú)
- Dipoena flavomaculata (Keyserling, 1891) (Brasil)
- Dipoena foliata Keyserling, 1886 (Brasil)
- Dipoena fornicata Thorell, 1895 (Myanmar)
- Dipoena fortunata Levi, 1953 (Mèxic)
- Dipoena galilaea Levy & Amitai, 1981 (Israel)
- Dipoena glomerabilis Simon, 1909 (Vietnam)
- Dipoena grammata Simon, 1903 (Gabon)
- Dipoena grancanariensis Wunderlich, 1987 (Illes Canàries)
- Dipoena granulata (Keyserling, 1886) (Brasil)
- Dipoena gui Zhu, 1998 (Xina)
- Dipoena hainanensis Zhu, 1998 (Xina)
- Dipoena hana Zhu, 1998 (Xina)
- Dipoena hasra Roberts, 1983 (Aldabra)
- Dipoena hortoni Chickering, 1943 (Panamà fins a Brasil)
- Dipoena hui Zhu, 1998 (Xina)
- Dipoena insulana Chickering, 1943 (Mèxic fins a Panamà)
- Dipoena ira Levi, 1963 (Brasil)
- Dipoena isthmia Chickering, 1943 (Panamà)
- Dipoena josephus Levi, 1953 (Costa Rica, Panamà)
- Dipoena keumunensis Paik, 1996 (Corea)
- Dipoena keyserlingi Levi, 1963 (Brasil)
- Dipoena kuyuwini Levi, 1963 (Veneçuela, Guyana)
- Dipoena labialis Zhu, 1998 (Xina)
- Dipoena lana Levi, 1953 (EUA, Panamà)
- Dipoena latifrons Denis, 1950 (França)
- Dipoena lesnei Simon, 1899 (Algèria)
- Dipoena leveillei (Simon, 1885) (Tunísia)
- Dipoena liguanea Levi, 1963 (Jamaica)
- Dipoena lindholmi (Strand, 1910) (Ucraïna)
- Dipoena linzhiensis Hu, 2001 (Xina)
- Dipoena longiventris (Simon, 1905) (Argentina)
- Dipoena lugens (O. P.-Cambridge, 1909) (Bretanya (introduïda from Portugal or Espanya))
- Dipoena luisi Levi, 1953 (Mèxic)
- Dipoena malkini Levi, 1953 (EUA)
- Dipoena meckeli Simon, 1897 (Saint Vincent)
- Dipoena melanogaster (C. L. Koch, 1837) (Europa, Àfrica del Nord fins a Azerbaijan)
- Dipoena mendoza Levi, 1967 (Argentina)
- Dipoena mertoni Levi, 1963 (Panamà)
- Dipoena militaris Chickering, 1943 (Panamà fins a Paraguai)
- Dipoena mitifica Simon, 1899 (Sumatra)
- Dipoena mollis (Simon, 1903) (Equatorial Guinea)
- Dipoena neotoma Levi, 1953 (EUA)
- Dipoena nigra (Emerton, 1882) (EUA, Canadà)
- Dipoena nigroreticulata (Simon, 1879) (Europa)
- Dipoena nipponica Yoshida, 2002 (Japó)
- Dipoena niteroi Levi, 1963 (Brasil)
- Dipoena notata Dyal, 1935 (Pakistan)
- Dipoena obscura Keyserling, 1891 (Brasil)
- Dipoena ocosingo Levi, 1953 (Mèxic)
- Dipoena ohigginsi Levi, 1963 (Xile)
- Dipoena olivenca Levi, 1963 (Brasil)
- Dipoena opana Levi, 1963 (Brasil)
- Dipoena origanata Levi, 1953 (Mèxic)
- Dipoena orvillei Chickering, 1943 (Panamà)
- Dipoena pacifica Chickering, 1943 (Panamà, Jamaica)
- Dipoena pacificana Berland, 1938 (Noves Hèbrides)
- Dipoena pallisteri Levi, 1963 (Perú)
- Dipoena parki Chickering, 1943 (Panamà)
- Dipoena pelorosa Zhu, 1998 (Xina)
- Dipoena peregregia Simon, 1909 (Vietnam)
- Dipoena perimenta Levi, 1963 (Panamà)
- Dipoena Perúensis Levi, 1963 (Perú, Paraguai)
- Dipoena petrunkevitchi Roewer, 1942 (Myanmar)
- Dipoena picta (Thorell, 1890) (Sumatra)
- Dipoena plaumanni Levi, 1963 (Brasil)
- Dipoena polita (Mello-Leitão, 1947) (Brasil)
- Dipoena praecelsa Simon, 1914 (França)
- Dipoena pristea Roberts, 1983 (Aldabra)
- Dipoena proterva Chickering, 1943 (Panamà)
- Dipoena provalis Levi, 1953 (EUA)
- Dipoena puertoricensis Levi, 1963 (Puerto Rico)
- Dipoena pulicaria (Thorell, 1890) (Sumatra)
- Dipoena pumicata (Keyserling, 1886) (Brasil)
- Dipoena punctisparsa Yaginuma, 1967 (Corea, Japó)
- Dipoena pusilla (Keyserling, 1886) (Brasil)
- Dipoena quadricuspis Caporiacco, 1949 (Kenya)
- Dipoena redunca Zhu, 1998 (Xina)
- Dipoena ripa Zhu, 1998 (Xina)
- Dipoena rita Levi, 1953 (EUA)
- Dipoena rubella (Keyserling, 1884) (Panamà fins a Perú, Brasil)
- Dipoena santacatarinae Levi, 1963 (Brasil)
- Dipoena scabella Simon, 1903 (Equatorial Guinea)
- Dipoena seclEUA Chickering, 1948 (Panamà fins a Veneçuela)
- Dipoena sedilloti (Simon, 1885) (França, Algèria, Tunísia)
- Dipoena semicana Simon, 1909 (Vietnam)
- Dipoena seminigra Simon, 1909 (Vietnam)
- Dipoena sericata (Simon, 1879) (França)
- Dipoena sertata (Simon, 1895) (Sri Lanka)
- Dipoena setosa (Hickman, 1951) (Tasmània)
- Dipoena signifera Simon, 1909 (Vietnam)
- Dipoena silvicola Miller, 1970 (Angola)
- Dipoena sinica Zhu, 1992 (Xina)
- Dipoena standleyi Levi, 1963 (Panamà)
- Dipoena stellaris Zhu, 1998 (Xina)
- Dipoena sticta Zhu, 1992 (Xina)
- Dipoena striata Wunderlich, 1987 (Illes Canàries)
- Dipoena subflavida Thorell, 1895 (Myanmar)
- Dipoena submustelina Zhu, 1998 (Xina)
- Dipoena sulfurica Levi, 1953 (EUA, Mèxic)
- Dipoena taeniatipes Keyserling, 1891 (Brasil)
- Dipoena tecoja Levi, 1953 (Mèxic)
- Dipoena tingo Levi, 1963 (Perú, Brasil)
- Dipoena tiro Levi, 1963 (Veneçuela)
- Dipoena torva (Thorell, 1875) (Paleàrtic)
- Dipoena transversisulcata Strand, 1908 (Madagascar)
- Dipoena trinidensis Levi, 1963 (Trinidad)
- Dipoena tropica Chickering, 1943 (Panamà, Colòmbia)
- Dipoena tuldokguhitanea Barrion & Litsinger, 1995 (Filipines)
- Dipoena turriceps (Schenkel, 1936) (Xina)
- Dipoena umbratilis (Simon, 1873) (Mediterrani Occidental)
- Dipoena variabilis (Keyserling, 1886) (Brasil)
- Dipoena venusta Chickering, 1948 (Panamà)
- Dipoena wangi Zhu, 1998 (Xina)
- Dipoena washougalia Levi, 1953 (EUA)
- Dipoena waspucensis Levi, 1963 (Nicaragua)
- Dipoena woytkowskii Levi, 1963 (Veneçuela, Perú)
- Dipoena xanthopus Simon, 1914 (Algèria)
- Dipoena yutian Hu & Wu, 1989 (Xina)
- Dipoena zeteki Chickering, 1943 (Panamà)

### Dipoenata
Dipoenata Wunderlich, 1988
- Dipoenata balboae (Chickering, 1943) (Panamà, Veneçuela)
- Dipoenata cana Kritscher, 1996 (Malta)
- Dipoenata canariensis (Wunderlich, 1987) (Illes Canàries)
- Dipoenata conica (Chickering, 1943) (Panamà, Brasil)
- Dipoenata flavitarsis Wunderlich, 1992 (Illes Canàries)
- Dipoenata longitarsis (Denis, 1962) (Madeira)
- Dipoenata morosa (Bryant, 1948) (Hispaniola fins a Brasil)

### Dipoenura
Dipoenura Simon, 1908
- Dipoenura aplustra Zhu & Zhang, 1997 (Xina)
- Dipoenura cyclosoides (Simon, 1895) (Sierra Leone, Xina)
- Dipoenura fimbriata Simon, 1909 (Vietnam, Krakatoa)
- Dipoenura quadrifida Simon, 1909 (Vietnam)

### Echinotheridion
Echinotheridion Levi, 1963
- Echinotheridion andresito Ramírez & González, 1999 (Brasil, Argentina)
- Echinotheridion cartum Levi, 1963 (Brasil, Paraguai, Argentina)
- Echinotheridion elicolum Levi, 1963 (Veneçuela)
- Echinotheridion gibberosum (Kulczyn'ski, 1899) (Madeira, Illes Canàries)
- Echinotheridion levii Ramírez & González, 1999 (Brasil)
- Echinotheridion lirum Marques & Buckup, 1989 (Brasil)
- Echinotheridion otlum Levi, 1963 (Ecuador)
- Echinotheridion urarum Buckup & Marques, 1989 (Brasil)
- Echinotheridion utibile (Keyserling, 1884) (Brasil)

### Emertonella
Emertonella Bryant, 1945
- Emertonella emertoni (Bryant, 1933) (EUA)
- Emertonella taczanowskii (Keyserling, 1886) (EUA fins a Argentina, Sri Lanka fins a Illes Ryukyu)

### Enoplognatha
Enoplognatha Pavesi, 1880
- Enoplognatha abrupta (Karsch, 1879) (Rússia, Xina, Corea, Japó)
- Enoplognatha afrodite Hippa & Oksala, 1983 (Europa Meridional)
- Enoplognatha almeriensis Bosmans & Van Keer, 1999 (Espanya)
- Enoplognatha apaya Barrion & Litsinger, 1995 (Filipines)
- Enoplognatha bidens Simon, 1908 (Oest d'Austràlia)
- Enoplognatha biskrensis Denis, 1945 (Marroc, Algèria, Tunísia)
- Enoplognatha bobaiensis Zhu, 1998 (Xina)
- Enoplognatha cariasoi Barrion & Litsinger, 1995 (Filipines)
- Enoplognatha caricis (Fickert, 1876) (Holàrtic)
- Enoplognatha carinata Bosmans & Van Keer, 1999 (Marroc, Algèria)
- Enoplognatha deserta Levy & Amitai, 1981 (Marroc fins a Israel)
- Enoplognatha diodonta Zhu & Zhang, 1992 (Xina)
- Enoplognatha diversa (Blackwall, 1859) (Madeira, Illes Canàries, Espanya, Marroc fins a Grècia)
- Enoplognatha franzi Wunderlich, 1995 (Mediterrani)
- Enoplognatha gemina Bosmans & Van Keer, 1999 (Mediterrani)
- Enoplognatha gershomi Bosmans & Van Keer, 1999 (Israel)
- Enoplognatha giladensis (Levy & Amitai, 1982) (Rodes, Israel)
- Enoplognatha gramineEUA Zhu, 1998 (Xina)
- Enoplognatha hermani Bosmans & Van Keer, 1999 (Algèria)
- Enoplognatha inornata O. P.-Cambridge, 1904 (Sud-àfrica)
- Enoplognatha intrepida (Sørensen, 1898) (EUA, Canadà, Alaska, Groenlàndia)
- Enoplognatha joshua Chamberlin & Ivie, 1942 (EUA)
- Enoplognatha juninensis (Keyserling, 1884) (Perú)
- Enoplognatha kalaykayina Barrion & Litsinger, 1995 (Filipines)
- Enoplognatha latimana Hippa & Oksala, 1982 (Holàrtic)
- Enoplognatha lordosa Zhu & Song, 1992 (Xina, Japó)
- Enoplognatha macrochelis Levy & Amitai, 1981 (Grècia, Turquia, Xipre, Israel)
- Enoplognatha malapahabanda Barrion & Litsinger, 1995 (Filipines)
- Enoplognatha mandibularis (Lucas, 1846) (Paleàrtic)
- Enoplognatha margarita Yaginuma, 1964 (Rússia, Xina, Corea, Japó)
- Enoplognatha mariae Bosmans & Van Keer, 1999 (Creta, Rodes)
- Enoplognatha maricopa Levi, 1962 (EUA)
- Enoplognatha marmorata (Hentz, 1850) (Amèrica del Nord)
- Enoplognatha maysanga Barrion & Litsinger, 1995 (Filipines)
- Enoplognatha mediterranea Levy & Amitai, 1981 (Turquia, Xipre, Israel)
- Enoplognatha molesta O. P.-Cambridge, 1904 (Sud-àfrica)
- Enoplognatha monstrabilis Marusik & Logunov, 2002 (Rússia)
- Enoplognatha mordax (Thorell, 1875) (Paleàrtic)
- Enoplognatha nigromarginata (Lucas, 1846) (Espanya fins a Grècia, Marroc, Algèria)
- Enoplognatha oelandica (Thorell, 1875) (Paleàrtic)
- Enoplognatha oreophila (Simon, 1894) (Sri Lanka)
- Enoplognatha orientalis Schenkel, 1963 (Xina)
- Enoplognatha ovata (Clerck, 1757) (Holàrtic)
- Enoplognatha parathoracica Levy & Amitai, 1981 (Turquia, Israel)
- Enoplognatha penelope Hippa & Oksala, 1982 (Grècia, Bulgària)
- Enoplognatha Perúviana Chamberlin, 1916 (Perú)
- Enoplognatha philippinensis Barrion & Litsinger, 1995 (Filipines)
- Enoplognatha procerula Simon, 1909 (Sud-àfrica)
- Enoplognatha pulatuberculata Barrion & Litsinger, 1995 (Filipines)
- Enoplognatha puno Levi, 1962 (Perú)
- Enoplognatha quadripunctata Simon, 1884 (Mediterrani)
- Enoplognatha qiuae Zhu, 1998 (Xina)
- Enoplognatha robusta Thorell, 1898 (Myanmar)
- Enoplognatha sattleri Bösenberg, 1895 (Madeira, Salvages, Illes Canàries)
- Enoplognatha selma Chamberlin & Ivie, 1946 (EUA)
- Enoplognatha serratosignata (L. Koch, 1879) (Paleàrtic)
- Enoplognatha tadzhica Sytshevskaja, 1975 (Tajikistan)
- Enoplognatha testacea Simon, 1884 (Meridional, Europa central fins a l'Àsia central)
- Enoplognatha thoracica (Hahn, 1833) (Holàrtic)
- Enoplognatha turkestanica Charitonov, 1946 (Àsia central)
- Enoplognatha tuybaana Barrion & Litsinger, 1995 (Filipines)
- Enoplognatha verae Bosmans & Van Keer, 1999 (Marroc, Espanya, Tunísia, Itàlia, Grècia)
- Enoplognatha wyuta Chamberlin & Ivie, 1942 (EUA)
- Enoplognatha yelpantrapensis Barrion & Litsinger, 1995 (Filipines)
- Enoplognatha zapfeae Levi, 1962 (Xile)

### Episinus
Episinus Walckenaer, in Latreille, 1809
- Episinus affinis Bösenberg & Strand, 1906 (Rússia, Corea, Taiwan, Japó, Illes Ryukyu)
- Episinus albescens Denis, 1965 (França)
- Episinus albostriatus (Simon, 1895) (Perú)
- Episinus algiricus Lucas, 1846 (Espanya, França, Itàlia, NorthÀfrica Occidental)
- Episinus amoenus Banks, 1911 (EUA)
- Episinus angulatus (Blackwall, 1836) (Europa fins a Rússia)
- Episinus antipodianus O. P.-Cambridge, 1879 (Nova Zelanda)
- Episinus aspus Levi, 1964 (Nicaragua)
- Episinus bicorniger (Simon, 1894) (Brasil)
- Episinus bicornis (Thorell, 1881) (Queensland)
- Episinus bicruciatus (Simon, 1895) (Brasil)
- Episinus bifrons (Thorell, 1895) (Myanmar)
- Episinus bigibbosus O. P.-Cambridge, 1896 (Panamà)
- Episinus bilineatus Simon, 1894 (Sud-àfrica)
- Episinus bimucronatus (Simon, 1895) (Veneçuela)
- Episinus bishopi (Lessert, 1929) (Congo)
- Episinus bruneoviridis (Mello-Leitão, 1948) (Panamà, Trinidad fins a Guyana)
- Episinus cavernicola (Kulczyn'ski, 1897) (Croàcia, Eslovènia)
- Episinus chiapensis Levi, 1955 (Mèxic)
- Episinus chikunii Yoshida, 1985 (Japó)
- Episinus cognatus O. P.-Cambridge, 1893 (EUA fins a Perú, Brasil)
- Episinus colima Levi, 1955 (Mèxic fins a Panamà)
- Episinus conifer (Urquhart, 1886) (Nova Zelanda)
- Episinus crysus Buckup & Marques, 1992 (Brasil)
- Episinus cuzco Levi, 1967 (Perú)
- Episinus dominicus Levi, 1955 (Hispaniola)
- Episinus emanus Levi, 1964 (Panamà)
- Episinus erythrophthalmus (Simon, 1894) (Panamà, Antilles Petites fins a Bolívia)
- Episinus fontinalis Levy, 1985 (Israel)
- Episinus garisus Buckup & Marques, 1992 (Brasil)
- Episinus gibbus Zhu & Wang, 1995 (Xina)
- Episinus gratiosus Bryant, 1940 (Cuba, Hispaniola)
- Episinus hickmani Caporiacco, 1949 (Kenya)
- Episinus immundus (Keyserling, 1884) (Perú, Brasil)
- Episinus implexus (Simon, 1894) (Veneçuela)
- Episinus israeliensis Levy, 1985 (Israel)
- Episinus juarezi Levi, 1955 (Mèxic)
- Episinus kitazawai Yaginuma, 1958 (Rússia, Japó)
- Episinus longabdomenus Zhu, 1998 (Xina)
- Episinus luteolimbatus (Thorell, 1898) (Myanmar)
- Episinus macrops Simon, 1903 (Equatorial Guinea, Congo)
- Episinus maculipes Cavanna, 1876 (Anglaterra fins a Algèria)
  - Episinus maculipes numidicus Kulczyn'ski, 1905 (Àfrica del Nord)
- Episinus maderianus Kulczyn'ski, 1905 (Madeira)
- Episinus makiharai Okuma, 1994 (Taiwan)
- Episinus malachinus (Simon, 1895) (Perú)
- Episinus marginatus (Thorell, 1898) (Myanmar)
- Episinus marignaci (Lessert, 1933) (Angola)
- Episinus meruensis Tullgren, 1910 (Tanzània)
- Episinus modestus (Thorell, 1898) (Myanmar)
- Episinus moyobamba Levi, 1964 (Perú)
- Episinus mucronatus (Simon, 1894) (Singapur)
- Episinus nadleri Levi, 1955 (Bahames, Jamaica)
- Episinus nebulosus (Simon, 1895) (Brasil, Paraguai)
- Episinus nubilus Yaginuma, 1960 (Xina, Corea, Taiwan, Japó, Illes Ryukyu)
- Episinus ocreatus (Simon, 1909) (Vietnam)
- Episinus panamensis Levi, 1955 (Panamà)
- Episinus pictus (Simon, 1895) (Singapur)
- Episinus porteri (Simon, 1901) (Xile, Argentina)
- Episinus punctisparsus Yoshida, 1983 (Taiwan)
- Episinus putus O. P.-Cambridge, 1894 (Mèxic fins a Panamà)
- Episinus pyrus Levi, 1964 (Panamà)
- Episinus recifensis Levi, 1964 (Brasil)
- Episinus rhomboidalis (Simon, 1895) (Camerun, Myanmar, Singapur)
- Episinus rio Levi, 1967 (Brasil)
- Episinus salobrensis (Simon, 1895) (Trinidad, Brasil, Guyana)
- Episinus similanus Urquhart, 1893 (Nova Zelanda)
- Episinus similitudus Urquhart, 1893 (Nova Zelanda)
- Episinus taibeli Caporiacco, 1949 (Etiòpia)
- Episinus taprobanicus (Simon, 1895) (Sri Lanka)
- Episinus teresopolis Levi, 1964 (Brasil)
- Episinus theridioides Simon, 1873 (Espanya, Còrsega, Sardenya)
- Episinus truncatus Latreille, 1809 (Paleàrtic)
- Episinus typicus (Nicolet, 1849) (Xile)
- Episinus unitus Levi, 1964 (Cuba, Jamaica)
- Episinus variacorneus Chen, Peng & Zhao, 1992 (Xina)
- Episinus vaticus Levi, 1964 (Costa Rica, Panamà)
- Episinus xiushanicus Zhu, 1998 (Xina)
- Episinus yoshidai Okuma, 1994 (Taiwan)
- Episinus zurlus Levi, 1964 (Veneçuela)

### Euryopis
Euryopis Menge, 1868
- Euryopis aeneocincta Simon, 1877 (Filipines)
- Euryopis albomaculata Denis, 1951 (Egipte)
- Euryopis argentea Emerton, 1882 (EUA, Canadà, Rússia)
- Euryopis bifascigera Strand, 1913 (Central Àfrica)
- Euryopis californica Banks, 1904 (EUA, Mèxic)
- Euryopis camis Levi, 1963 (Brasil)
- Euryopis campestrata Simon, 1907 (Egipte)
- Euryopis chatchikovi Ponomarev, 2005 (Rússia)
- Euryopis clarus Ponomarev, 2005 (Kazakhstan)
- Euryopis cobreensis Levi, 1963 (Jamaica)
- Euryopis coki Levi, 1954 (EUA)
- Euryopis cyclosisa Zhu & Song, 1997 (Xina)
- Euryopis dentigera Simon, 1879 (Espanya, França, Suècia)
- Euryopis deplanata Schenkel, 1936 (Xina)
- Euryopis duodecimguttata Caporiacco, 1950 (Itàlia)
- Euryopis elegans Keyserling, 1890 (Austràlia)
- Euryopis elenae González, 1991 (Argentina)
- Euryopis episinoides (Walckenaer, 1847) (Mediterrani, Xina)
- Euryopis estebani González, 1991 (Argentina)
- Euryopis flavomaculata (C. L. Koch, 1836) (Paleàrtic)
- Euryopis formosa Banks, 1908 (EUA, Canadà)
- Euryopis funebris (Hentz, 1850) (EUA, Canadà)
- Euryopis galeiforma Zhu, 1998 (Xina)
- Euryopis gertschi Levi, 1951 (EUA, Canadà)
- Euryopis giordanii Caporiacco, 1950 (Itàlia)
- Euryopis hebraea Levy & Amitai, 1981 (Israel)
- Euryopis helcra Roberts, 1983 (Aldabra)
- Euryopis iharai Yoshida, 1992 (Japó, Illes Ryukyu)
- Euryopis jucunda Thorell, 1895 (Myanmar)
- Euryopis laeta (Oestring, 1861) (Europa fins a Tajikistan)
- Euryopis levii Heimer, 1987 (Mongòlia)
- Euryopis lineatipes O. P.-Cambridge, 1893 (EUA fins a Colòmbia)
- Euryopis maga Simon, 1908 (Oest d'Austràlia)
- Euryopis margaritata (L. Koch, 1867) (Itàlia, Grècia)
- Euryopis megalops (Caporiacco, 1934) (Karakorum)
- Euryopis molopica Thorell, 1895 (Myanmar)
- Euryopis mulaiki Levi, 1954 (EUA)
- Euryopis multipunctata (Simon, 1895) (Victòria)
- Euryopis mutoloi Caporiacco, 1948 (Grècia)
- Euryopis nana (O. P.-Cambridge, 1879) (Nova Zelanda)
- Euryopis nigra Yoshida, 2000 (Japó)
- Euryopis notabilis (Keyserling, 1891) (Brasil)
- Euryopis nubila Simon, 1889 (Índia)
- Euryopis octomaculata (Paik, 1995) (Corea, Japó)
- Euryopis orsovensis Kulczyn'ski, 1894 (Hongria, Àsia Minor)
- Euryopis pepini Levi, 1954 (EUA)
- Euryopis petricola (Hickman, 1951) (Tasmània)
- Euryopis pickardi Levi, 1963 (Jamaica, Panamà fins a Perú)
- Euryopis pilosa Miller, 1970 (Angola)
- Euryopis potteri Simon, 1901 (Etiòpia)
- Euryopis praemitis Simon, 1909 (Vietnam)
- Euryopis promo González, 1991 (Argentina)
- Euryopis quinqueguttata Thorell, 1875 (Europa fins a Turkmenistan)
- Euryopis quinquemaculata Banks, 1900 (EUA)
- Euryopis sagittata (O. P.-Cambridge, 1885) (Yarkand)
- Euryopis saukea Levi, 1951 (Holàrtic)
- Euryopis scriptipes Banks, 1908 (Amèrica del Nord)
- Euryopis sexalbomaculata (Lucas, 1846) (Mediterrani)
- Euryopis sexmaculata Hu, 2001 (Xina)
- Euryopis spinifera (Mello-Leitão, 1944) (Argentina)
- Euryopis spinigera O. P.-Cambridge, 1895 (EUA fins a Colòmbia)
- Euryopis spiritus Levi, 1954 (EUA)
- Euryopis splendens (Rainbow, 1916) (Nova Gal·les del Sud)
- Euryopis splendida (Simon, 1889) (Nova Caledònia)
- Euryopis superba (Rainbow, 1896) (Nova Gal·les del Sud, Victòria)
- Euryopis talaveraensis González, 1991 (Argentina)
- Euryopis tavara Levi, 1954 (EUA)
- Euryopis texana Banks, 1908 (EUA, Mèxic)
- Euryopis tribulata Simon, 1905 (Argentina)
- Euryopis umbilicata L. Koch, 1872 (Austràlia)
- Euryopis varis Levi, 1963 (EUA)
- Euryopis venutissima (Caporiacco, 1934) (Karakorum)
- Euryopis weesei Levi, 1963 (EUA)

### Eurypoena
Eurypoena Wunderlich, 1992
- Eurypoena tuberosa (Wunderlich, 1987) (Illes Canàries)
  - Eurypoena tuberosa alegranzaensis Wunderlich, 1992 (Illes Canàries)

### Exalbidion
Exalbidion Wunderlich, 1995
- Exalbidion barroanum (Levi, 1959) (Panamà, Ecuador)
- Exalbidion dotanum (Banks, 1914) (Mèxic fins a Panamà)
- Exalbidion pallisterorum (Levi, 1959) (Mèxic)
- Exalbidion rufipunctum (Levi, 1959) (Panamà, Ecuador)
- Exalbidion sexmaculatum (Keyserling, 1884) (Guatemala, Índies Occidentals fins a Brasil)

### Faiditus
Faiditus Keyserling, 1884
- Faiditus acuminatus (Keyserling, 1891) (Brasil, Argentina)
- Faiditus affinis (O. P.-Cambridge, 1880) (Brasil)
- Faiditus alticeps (Keyserling, 1891) (Brasil, Paraguai)
- Faiditus altus (Keyserling, 1891) (Veneçuela, Brasil)
- Faiditus amates (Exline & Levi, 1962) (Mèxic, Guatemala)
- Faiditus Amèricanus (Taczanowski, 1874) (EUA fins a Brasil)
- Faiditus amplifrons (O. P.-Cambridge, 1880) (Panamà fins a Argentina)
- Faiditus analiae (González & Carmen, 1996) (Brasil)
- Faiditus arthuri (Exline & Levi, 1962) (Panamà)
- Faiditus atopus (Chamberlin & Ivie, 1936) (Panamà fins a Ecuador)
- Faiditus bryantae (Exline & Levi, 1962) (Costa Rica, Panamà)
- Faiditus cancellatus (Hentz, 1850) (EUA, Canadà, Bahames)
- Faiditus caronae (González & Carmen, 1996) (Brasil)
- Faiditus caudatus (Taczanowski, 1874) (EUA, Índies Occidentals fins a Argentina)
- Faiditus chicaensis (González & Carmen, 1996) (Argentina)
- Faiditus chickeringi (Exline & Levi, 1962) (Panamà)
- Faiditus cochleaformus (Exline, 1945) (Ecuador, Perú)
- Faiditus convolutus (Exline & Levi, 1962) (Guatemala fins a Perú, Brasil)
- Faiditus cordillera (Exline, 1945) (Ecuador)
- Faiditus cristinae (González & Carmen, 1996) (Brasil)
- Faiditus cubensis (Exline & Levi, 1962) (Cuba)
- Faiditus darlingtoni (Exline & Levi, 1962) (Jamaica, Hispaniola)
- Faiditus davisi (Exline & Levi, 1962) (EUA, Mèxic)
- Faiditus dracus (Chamberlin & Ivie, 1936) (EUA fins a Paraguai)
- Faiditus duckensis (González & Carmen, 1996) (Brasil)
- Faiditus ecaudatus (Keyserling, 1884) (Brasil)
- Faiditus exiguus (Exline & Levi, 1962) (Cuba, Puerto Rico)
- Faiditus fulvus (Exline & Levi, 1962) (Brasil)
- Faiditus gapensis (Exline & Levi, 1962) (Jamaica)
- Faiditus gertschi (Exline & Levi, 1962) (Panamà)
- Faiditus globosus (Keyserling, 1884) (EUA fins a Ecuador)
- Faiditus godmani (Exline & Levi, 1962) (Guatemala)
- Faiditus iguazuensis (González & Carmen, 1996) (Argentina)
- Faiditus jamaicensis (Exline & Levi, 1962) (Jamaica)
- Faiditus laraensis (González & Carmen, 1996) (Argentina)
- Faiditus leonensis (Exline & Levi, 1962) (Mèxic)
- Faiditus maculosus (O. P.-Cambridge, 1898) (EUA, Mèxic)
- Faiditus mariae (González & Carmen, 1996) (Argentina)
- Faiditus morretensis (González & Carmen, 1996) (Brasil, Argentina)
- Faiditus nataliae (González & Carmen, 1996) (Argentina)
- Faiditus Perúensis (Exline & Levi, 1962) (Perú)
- Faiditus plaumanni (Exline & Levi, 1962) (Brasil)
- Faiditus proboscifer (Exline, 1945) (Ecuador, Perú)
- Faiditus quasiobtusus (Exline & Levi, 1962) (Puerto Rico, Illes Verges)
- Faiditus rossi (Exline & Levi, 1962) (Colòmbia)
- Faiditus sicki (Exline & Levi, 1962) (Brasil)
- Faiditus solidao (Levi, 1967) (Brasil)
- Faiditus spinosus (Keyserling, 1884) (Veneçuela, Perú)
- Faiditus striatus (Keyserling, 1891) (Brasil)
- Faiditus subdolus (O. P.-Cambridge, 1898) (EUA fins a Guatemala)
- Faiditus subflavus (Exline & Levi, 1962) (Perú)
- Faiditus sullana (Exline, 1945) (Perú)
- Faiditus taeter (Exline & Levi, 1962) (Mèxic)
- Faiditus ululans (O. P.-Cambridge, 1880) (Mèxic fins a Brasil)
- Faiditus vadoensis (González & Carmen, 1996) (Argentina)
- Faiditus woytkowskii (Exline & Levi, 1962) (Perú)
- Faiditus xiphias (Thorell, 1887) (Myanmar, Illes Nicobar fins al Japó, Krakatoa)
- Faiditus yacuiensis (González & Carmen, 1996) (Argentina)
- Faiditus yutoensis (González & Carmen, 1996) (Argentina)

### Gmogala
Gmogala Keyserling, 1890
- Gmogala scarabaeus Keyserling, 1890 (Nova Guinea, Austràlia)

### Guaraniella
Guaraniella Baert, 1984
- Guaraniella bracata Baert, 1984 (Brasil, Paraguai)
- Guaraniella mahnerti Baert, 1984 (Brasil, Paraguai)

### Hadrotarsus
Hadrotarsus Thorell, 1881
- Hadrotarsus babirussa Thorell, 1881 (Nova Guinea)
- Hadrotarsus fulvus Hickman, 1942 (Tasmània)
- Hadrotarsus ornatus Hickman, 1942 (Tasmània (Bèlgica, introduïda))
- Hadrotarsus setosus Hickman, 1942 (Tasmània)
- Hadrotarsus yamius Wang, 1955 (Taiwan)

### Helvibis
Helvibis Keyserling, 1884
- Helvibis brasiliana (Keyserling, 1884) (Perú)
- Helvibis Xilensis (Keyserling, 1884) (Xile, Brasil)
- Helvibis germaini Simon, 1895 (Perú, Brasil)
- Helvibis infelix (O. P.-Cambridge, 1880) (Brasil)
- Helvibis longicauda Keyserling, 1891 (Brasil)
- Helvibis longistyla (F. O. P.-Cambridge, 1902) (Panamà, Trinidad)
- Helvibis monticola Keyserling, 1891 (Brasil)
- Helvibis rossi Levi, 1964 (Perú)
- Helvibis thorelli Keyserling, 1884 (Perú, Brasil)
- Helvibis tingo Levi, 1964 (Perú)

### Helvidia
Helvidia Thorell, 1890
- Helvidia scabricula Thorell, 1890 (Sumatra)

### Hetschkia
Hetschkia Keyserling, 1886
- Hetschkia gracilis Keyserling, 1886 (Brasil)

### Histagonia
Histagonia Simon, 1895
- Histagonia deserticola Simon, 1895 (Sud-àfrica)

### Icona
Icona Forster, 1955
- Icona alba Forster, 1955 (Illes Auckland, Illes Campbell)
- Icona drama Forster, 1964 (Illes Auckland)

### Jamaitidion
Jamaitidion Wunderlich, 1995
- Jamaitidion jamaicense (Levi, 1959) (Jamaica)

### Keijia
Keijia Yoshida, 2001
- Keijia alabamensis (Gertsch & Archer, 1942) (EUA)
- Keijia antoni (Keyserling, 1884) (EUA)
- Keijia kijabei (Berland, 1920) (Àfrica Oriental)
- Keijia maculata Yoshida, 2001 (Japó)
- Keijia mneon (Bösenberg & Strand, 1906) (Pantropical)
- Keijia punctosparsa (Emerton, 1882) (EUA)
- Keijia qionghaiensis (Zhu, 1998) (Xina)
- Keijia sterninotata (Bösenberg & Strand, 1906) (Rússia, Xina, Corea, Japó)
- Keijia tincta (Walckenaer, 1802) (Holàrtic)

### Kochiura
Kochiura Archer, 1950
- Kochiura attrita (Nicolet, 1849) (Xile, Illa Juan Fernandez)
- Kochiura aulica (C. L. Koch, 1838) (Illes Canàries, Illes Cap Verd fins a Azerbaijan)
- Kochiura casablanca (Levi, 1963) (Xile)
- Kochiura decolorata (Keyserling, 1886) (Brasil)
- Kochiura ocellata (Nicolet, 1849) (Xile)
- Kochiura rosea (Nicolet, 1849) (Xile, Illa Juan Fernandez)
- Kochiura temuco (Levi, 1963) (Xile)